# Catherine Sauvat
Catherine Sauvat est une écrivaine et journaliste française d'origine autrichienne.

## Œuvres

### Essais
- Depuis que je vous ai lu, je vous admire, Fayard, 2021  (ISBN 2213706298)[2],[3],[4]
- Ils sont elles, Flammarion, 2024  (ISBN 9782080437822)[5]

### Biographies
- Robert Walser, Plon, 1989 ; réed. Le Rocher, 2002  (ISBN 2259020534)
- Stefan Zweig, Gallimard, 2006, collection « Folio biographies », no 16  (ISBN 2-07-030835-9)
- Arthur Schnitzler, Fayard, 2007  (ISBN 978-2-213-62154-8)
- Alma Mahler : et il me faudra toujours mentir, Payot, 2009  (ISBN 978-2-228-90384-4)
- Le pianiste voyageur. La vie trépidante de Louis Moreau Gottschalk, Payot, 2011  (ISBN 978-2-228-90652-4)[6]
- Rilke. Une existence vagabonde, Fayard, 2016  (ISBN 9782213703862)[7],[8]

### Beaux livres
- Villes d'eaux en Europe, éditions du Chêne, 1999
- Stefan Zweig et Vienne, éditions du Chêne, 2000  (ISBN 2-84277-156-7)
- Irlande, éditions Hermé, 2001
- De Bruges à Amsterdam, lumières du Nord, éditions du Chêne, 2003, collection « Impressions de peintres »
- Isabelle Eberhardt ou le rêve du désert, éditions du Chêne, 2004
- Venise, vision d'églises et de palais, éditions Hermé, 2004
- Prague, vision de 1000 ans d'architecture, éditions Hermé, 2005
- Vienne, vision du cœur de l'Europe, éditions Hermé, 2006
- L'Italie, d'hier et de demain, Aubanel, 2008
- Cadets, au cœur des académies militaires, éditions de la Martinière, 2014  (ISBN 978-2-7324-6707-8)[9]
- Lune : La face cachée de la Terre, avec Bernard Melguen, éditions de la Martinière, 2015  (ISBN 978-2-7324-7020-7)

### Documentaires, Vidéos & Film
- Robert Walser, France 3, collection « Un siècle d'écrivains », co-écrit avec Pierre Beuchot, 1996
- Gustav Mahler, autopsie d'un génie, ARTE, co-écrit avec Andy Sommer, 2011[10]
- Orsay en mouvements (saison 1), Musée d'Orsay, co-écrit avec Nicolas Thépot, 2017[11]
- Une nuit au Louvre : Léonard de Vinci, textes co-écrits avec Pierre-Hubert Martin, 2020[12],[13]
- Orsay en mouvements (saison 2), Musée d'Orsay, co-écrit avec Nicolas Thépot, 2021[14]

### Bandes dessinées
- L'homme à la fourrure, Dargaud, dessin de Anne Simon, 2019[15]